# Edicten van Ashoka

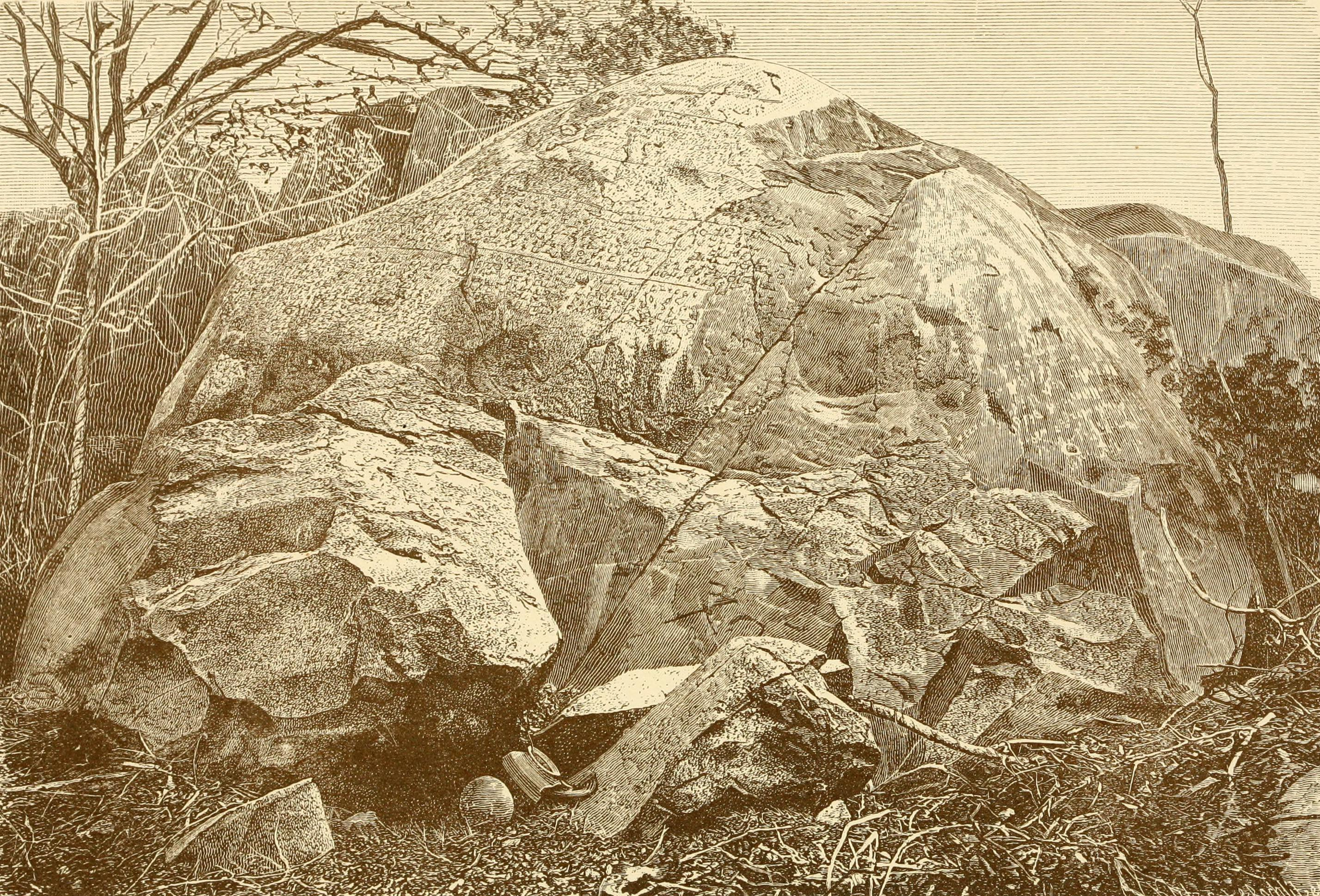
Een van de grote rotsedicten. Deze bij Girnar heeft naast een inscriptie van Asoka (268-232 v.Chr.) ook een van de latere Rudradaman I (130-150 n.Chr.) uit 150 n.Chr. en een van Skandagupta (ca. 455-467 n.Chr.)

De edicten van Asoka zijn een serie van inscripties in rotsen en zuilen die verspreid staan door heel India. Het betreft de kleine rotsedicten, de grote rotsedicten en de grote en kleine zuiledicten die Asoka tijdens zijn heerschappij over het Mauryarijk liet aanbrengen. Het zijn de vroegste ontcijferde epigrafische inscripties van India. De meeste inscripties zijn opgesteld in Magadhi Prakrit in het Brahmischrift en werden ontcijferd door de Britse archeoloog James Prinsep.
Verschillende edicten keren terug bij meerdere rotsen en zuilen. Deze zijn naderhand gecodeerd als Pillar Edict (PE), Rock Edict (RE), Separate Rock Edict (SRE) en Minor Rock Edict (MRE). Daarbuiten zijn er nog enkele andere, waaronder de Grieks-Aramese inscriptie van Kandahar en die in de grotten van Barabar.
Aanvankelijk was niet duidelijk welke heerser het betrof, aangezien deze alleen met zijn titels werd aangeduid, veelal Devanampiya (geliefd door de goden) en Piyadasi (door ons geliefd, weldoener). Aangezien deze titels in de Dipavamsa en de Mahavamsa voor Asoka worden gebruikt, werd dit raadsel hiermee opgelost. Bij latere vondsten van Edict 1 in 1915 werd ook de naam van Asoka aangetroffen. Dit was het geval bij Maski en later Udegolam, Nittur en Gujjara.
Enkele zijn geschreven in het Kharosthischrift, terwijl er ook een tweetalige tekst is in het Grieks en het Aramees, een tweetalige Prakrit-Aramese tekst en twee Aramese teksten. Deze bevinden zich in het noordwesten van het Mauryarijk, wat een aanwijzing is van de Griekse en Perzische invloed.
De inscripties verhalen over het boeddhisme dat Asoka na de oorlog om Kalinga aan was gaan hangen en geven een uitleg over dhamma en noemen soms ook het belang van sangha.
Niet alle inscripties zijn gevonden. Onder meer de Chinese reizigers Fa Xian en Xuanzang verhalen over inscripties die vooralsnog onbekend zijn.

## Lijst
| No.                | Locatie                                                                       | Edicten                                                                                 | Taal en schrift                       | Inscriptie         |
| kleine rotsedicten | kleine rotsedicten                                                            | kleine rotsedicten                                                                      | kleine rotsedicten                    | kleine rotsedicten |
| ------------------ | ----------------------------------------------------------------------------- | --------------------------------------------------------------------------------------- | ------------------------------------- | ------------------ |
|                    | Grieks-Aramese inscriptie van Kandahar in Kandahar (Shahr-i-Kona)             |                                                                                         | Grieks en Aramees                     |                    |
|                    | Lampaka tussen Shalatak en Qargha (Pul-i Darunteh)                            |                                                                                         | Drie in Prakrit en een in Aramees     |                    |
|                    | Taxila                                                                        |                                                                                         | Prakrit in Aramees alfabet en Aramees |                    |
| 1                  | Bahapur                                                                       | MRE 1                                                                                   | Prakrit in Brahmi                     |                    |
| 2                  | Bairat Een tweede inscriptie bevindt zich nu in het Indian Museum in Calcutta | MRE 3                                                                                   | Prakrit in Brahmi                     |                    |
| 3                  | Ahraura                                                                       | MRE 1                                                                                   | Prakrit in Brahmi                     |                    |
| 4                  | Sasaram/ Sahasram                                                             | MRE 1                                                                                   | Prakrit in Brahmi                     |                    |
| 5                  | Gujjara                                                                       | MRE 1                                                                                   | Prakrit in Brahmi                     |                    |
| 6                  | Rupnath                                                                       | MRE 1                                                                                   | Prakrit in Brahmi                     |                    |
| 7                  | Panguraria                                                                    | MRE 1                                                                                   | Prakrit in Brahmi                     |                    |
| 8                  | Maski                                                                         | MRE 1                                                                                   | Prakrit in Brahmi                     |                    |
| 9                  | Gavimath                                                                      | MRE 1                                                                                   | Prakrit in Brahmi                     |                    |
| 10                 | Palkigundu                                                                    | MRE 1                                                                                   | Prakrit in Brahmi                     |                    |
| 11                 | Nittur                                                                        | MRE1, MRE2                                                                              | Prakrit in Brahmi                     |                    |
| 12                 | Udegolam                                                                      | MRE1, MRE2                                                                              | Prakrit in Brahmi                     |                    |
| 13                 | Rajula Mandagiri                                                              | MRE 1, MRE2                                                                             | Prakrit in Brahmi                     |                    |
| 14                 | Erragudi                                                                      | MRE1, MRE2                                                                              | Prakrit in Brahmi                     |                    |
| 15                 | Brahmagiri                                                                    | MRE1, MRE2                                                                              | Prakrit in Brahmi                     |                    |
| 16                 | Siddapura                                                                     | MRE1, MRE2                                                                              | Prakrit in Brahmi                     |                    |
| 17                 | Jatinga Rameshwar                                                             | MRE1, MRE2                                                                              | Prakrit in Brahmi                     |                    |
| grote rotsedicten  |                                                                               |                                                                                         |                                       |                    |
| 1                  | Kandahar (Shahr-i-Kona)                                                       | RE 12, RE 13 (fragmenten)                                                               | Grieks                                |                    |
| 2                  | Shahbazgarhi                                                                  | RE 1, RE 2, RE 3, RE 4, RE 5, RE 6, RE 7, RE 8, RE 9, RE 10, RE 11, RE 12, RE 13, RE 14 | Prakrit in Kharosthischrift           |                    |
| 3                  | Mansehra                                                                      | RE 1, RE 2, RE 3, RE 4, RE 5, RE 6, RE 7, RE 8, RE 9, RE 10, RE 11, RE 12, RE 13, RE 14 | Prakrit in Kharosthischrift           |                    |
| 4                  | Kalsi                                                                         | RE 1, RE 2, RE 3, RE 4, RE 5, RE 6, RE 7, RE 8, RE 9, RE 10, RE 11, RE 12, RE 13, RE 14 | Brahmi                                |                    |
| 5                  | Inscripties van Girnar, Girnar                                                | RE 1, RE 2, RE 3, RE 4, RE 5, RE 6, RE 7, RE 8, RE 9, RE 10, RE 11, RE 12, RE 13, RE 14 | Brahmi                                |                    |
| 6                  | Sopara                                                                        | RE 8, RE 9 (fragmenten)                                                                 | Brahmi                                |                    |
| 7                  | Dhauli                                                                        | RE 1, RE 2, RE 3, RE 4, RE 5, RE 6, RE 7, RE 8, RE 9, RE 10, RE 14, SRE 1, SRE 2        | Brahmi                                |                    |
| 8                  | Jaugada                                                                       | RE 1, RE 2, RE 3, RE 4, RE 5, RE 6, RE 7, RE 8, RE 9, RE 10, RE 14, SRE 1, SRE 2        | Brahmi                                |                    |
| 9                  | Erragudi                                                                      | RE 1, RE 2, RE 3, RE 4, RE 5, RE 6, RE 7, RE 8, RE 9, RE 10, RE 11, RE 12, RE 13, RE 14 | Brahmi                                |                    |
| 10                 | Sannati                                                                       | RE12, RE 14, SRE 1, SRE 2                                                               | Brahmi                                |                    |
| grote zuiledicten  |                                                                               |                                                                                         |                                       |                    |
| 1                  | Kandahar (Shahr-i-Kona)                                                       | PE 7 (fragmenten)                                                                       | Prakrit in Brahmi                     |                    |
| 2                  | Topra, staat tegenwoordig in Delhi                                            | PE 1, PE 2, PE 3, PE 4, PE 5, PE 6, PE 7                                                | Prakrit in Brahmi                     |                    |
| 3                  | Meerut, staat tegenwoordig in Delhi                                           | PE 1, PE 2, PE 3, PE 4, PE 5, PE 6                                                      | Prakrit in Brahmi                     |                    |
| 4                  | Kaushambi, staat tegenwoordig in Allahabad                                    |                                                                                         | Prakrit in Brahmi                     |                    |
| 5                  | Lauriya Araraj                                                                | PE 1, PE 2, PE 3, PE 4, PE 5, PE 6                                                      | Prakrit in Brahmi                     |                    |
| 6                  | Lauriya Nandangarh                                                            | PE 1, PE 2, PE 3, PE 4, PE 5, PE 6                                                      | Prakrit in Brahmi                     |                    |
| 7                  | Rampurva                                                                      | PE 1, PE 2, PE 3, PE 4, PE 5, PE 6                                                      | Prakrit in Brahmi                     |                    |
| kleine zuiledicten |                                                                               |                                                                                         |                                       |                    |
|                    | Sanchi                                                                        |                                                                                         | Prakrit in Brahmi                     |                    |
|                    | Sarnath                                                                       |                                                                                         | Prakrit in Brahmi                     |                    |
|                    | Kaushambi                                                                     |                                                                                         | Prakrit in Brahmi                     |                    |
|                    | Nigali Sagar                                                                  |                                                                                         | Prakrit in Brahmi                     |                    |
|                    | Rummindei                                                                     |                                                                                         | Prakrit in Brahmi                     |                    |
|                    | Darunta                                                                       | Fragmenten                                                                              | Prakrit en Aramees                    |                    |
| Grot-edict         |                                                                               |                                                                                         |                                       |                    |
|                    | Barabar                                                                       |                                                                                         | Prakrit in Brahmi                     |                    |